# Mystery Girls
Mystery Girls – komediowy amerykański serial telewizyjny, którego pomysłodawcami serialu są Shepard Boucher i Tori Spelling. Premierowy odcinek serialu został wyemitowany 25 czerwca 2014 roku przez ABC Family. Stacja ABC Family anulowała serial po pierwszym sezonie.

## Fabuła
Serial opowiada o Charlie i Holly, byłych gwiazdach amerykańskiego serialu detektywistycznego. Teraz kobiety muszą się zmierzyć z prawdziwą rzeczywistością codziennego życia w odkrywaniu tajemnic kryminalnych.

## Obsada
- Jennie Garth jako Charlie Contour
- Tori Spelling jako Holly Hamilton
- Miguel Pinzon jako Nick

## Drugoplanowe postaci
- Joseph Ferrante  jako Joe
- Eddie Shin  jako Henry Kent
- Michelle Azaz jako Neesa Jamil
- Brec Bassinger jako Demi
- Medalion Rahimi jako Jazmine Jamil
- Danika Yarosh jako Jenny

## Odcinki
| Sezon | Sezon | Odcinki | Oryginalna emisja | Oryginalna emisja | Oryginalna emisja | Oryginalna emisja | Oryginalna emisja |
| Sezon | Sezon | Odcinki | Premiera sezonu   | Finał sezonu      | Premiera sezonu   | Finał sezonu      |                   |
| ----- | ----- | ------- | ----------------- | ----------------- | ----------------- | ----------------- | ----------------- |
|       | 1     | 10      | 10 czerwca 2014   | 27 sierpnia 2014  | brak danych       | brak danych       |                   |

### Sezon 1 (2014)
| Nr | #  | Tytuł               | Reżyseria       | Scenariusz                           | Premiera ABC Family | Premiera     |
| -- | -- | ------------------- | --------------- | ------------------------------------ | ------------------- | ------------ |
| 1  | 1  | Death Becomes Her   | Michael Lembeck | Elaine Aronson                       | 25 czerwca 2014     | nieemitowany |
| 2  | 2  | Partners in Crime   | Michael Lembeck | Shepard Boucher                      | 2 lipca 2014        | nieemitowany |
| 3  | 3  | Haunted House Party | Rob Schiller    | Sivert Glarum Michael Jamin          | 9 lipca 2014        | nieemitowany |
| 4  | 4  | Pilot               | Michael Lembeck | Shepard Boucher                      | 16 lipca 2014       | nieemitowany |
| 5  | 5  | High School Mystery | Bob Koherr      | Jay Baxter Shaun Zaken               | 23 lipca 2014       | nieemitowany |
| 6  | 6  | Sister Issues       | Gil Junger      | Erica Spates Sam Littenberg-Weisberg | 30 lipca 2014       | nieemitowany |
| 7  | 7  | Passing the Torch   | Rob Schiller    | Andy Gordon                          | 6 sierpnia 2014     | nieemitowany |
| 8  | 8  | Bag Ladies          | Gil Junger      | Shepard Boucher                      | 13 sierpnia 2014    | nieemitowany |
| 9  | 9  | Death Rose          | Bob Koherr      | Sivert Glarum Michael Jamin          | 20 sierpnia 2014    | nieemitowany |
| 10 | 10 | The Killer Returns  | Michael Lenbeck | Andy Gordon                          | 27 sierpnia 2014    | nieemitowany |